# کرم‌های زنجیرکی
کرم‌های زنجیرکی (نام علمی: Catenulida) نام یک راسته از شاخه کرم‌های پهن است.